# Ximenia roigii
Almendro de Costa (Ximenia roigii) es una especie de planta en la familia Olacaceae. Es una especie endémica de Cuba. Se encuentra amenazada por perdida de hábitat. 